# Belejringen af Leningrad
Belejringen af Leningrad (Blokaden af Leningrad Russisk: блокада Ленинграда (blokada Leningrada), var Aksemagternes mislykkede forsøg på at byen - på Hitlers ordre - skulle »fjernes fra jordens overflade« sammen med hele befolkningen. Derfor blev byen ikke stormet. Den tyske hær blokerede/omringede byen, for at sulte den ud samtidig med, at bombefly og artilleri sendte en regn af bomber og granater over byen.  Leningrad, (i dag Sankt Petersborg) under 2. verdenskrig. Belejringen varede fra den 9. september 1941 til den 18. januar 1943, hvor en smal landkorridor blev etableret af de sovjetiske styrker. Belejringen blev helt afsluttet den 27. januar 1944. Belejringen af Leningrad var en af de længste, blodigste og mest ødelæggende belejringer i nyere tid. Erobringen af Leningrad var et af de tre strategiske mål i den tyske plan for krigen mod Sovjetunionen. Den tyske strategi var baseret på Leningrads status som tidligere hovedstad i Rusland, som arnested for Oktoberrevolutionen, dens militære betydning som hovedbase for den sovjetiske flåde i Østersøen og dens hjemsted for mange våbenfabrikker.
Belejringen blev gennemført af den tyske Wehrmachts Heeresgruppe Nord med støtte fra den finske hær som led i Operation Barbarossa, der blev indledt den 22. juni 1941. Belejringen fulgte efter den finske offensiv på det Karelske næs og den tyske offensiv til Leningrads sydlige forstæder. I august 1942 planlagde tyskerne en ny operation, som skulle føre til byens erobring, men Sinyavin Offensiven fra den Røde Hær kom dem i forkøbet, og offensiven blev aflyst. Wehrmachts belejringsring blev gennembrudt af sovjetiske styrker den 17. januar 1943 under Operation Iskra, da der blev skabt en smal korridor langs bredden af Ladogasøen. Belejringen blev endeligt hævet af marskal Georgij Zjukov den 27. januar 1944 som led i Leningrad-Novgorod offensiven.
Den 872 dage lange belejring forårsagede en sultkatastrofe i Leningrad området ved afbrydelse af vand-, energi- og fødevareforsyningen. Det førte til, at op imod 1.500.000 soldater og civile døde  og evakuering af 1.400.000, fortrinsvis kvinder og børn, hvoraf mange dog døde under evakueringen på grund af sult og bombardementer.

## Baggrund
Finland blev slået af Sovjetunionen i Vinterkrigen i vinteren 1939-40 og måtte afstå landområder i det østlige Finland. Da tyskerne indledte Operation Barbarossa, gik Finland til angreb på Sovjet for at tilbageerobre de tabte landområder. I august 1941 var finnerne trængt frem 20 km fra de nordlige forstæder til Leningrad og truede byen nordfra. Finnerne var rykket gennem Karelen og frem øst for Ladoga søen og truede dermed Leningrad fra øst. De finske styrker stoppede imidlertid fremrykningen adskillige kilometer inden forstæderne ved den gamle finsk-sovjetiske grænse på det Karelske næs. Den finske overkommando afviste tyske anmodninger om luftangreb mod Leningrad og rykkede ikke længere sydpå end til floden Svir i Østkarelen, 160 km nordøst for Leningrad, som de nåede den 7. september. Mod sydøst erobrede tyskerne Tikhvin den 8. november, men det lykkedes dem ikke at fuldføre omringningen af Leningrad ved at rykke længere mod nord op til finnerne ved Svir floden. En måned senere, den 9. december, tvang et modangreb på Volkhov fronten den tyske hær til at trække sig tilbage fra Tikhvin-stillingerne til Volkhov-floden.
Den 6. september 1941 fik Mannerheim jernkorset for sin ledelse af kampagnen. Den tyske generalstabschef Alfred Jodl afleverede dekorationen sammen med et personligt brev fra Adolf Hitler ved en ceremoni i Helsinki. Mannerheim blev senere fotograferet, mens han bar dekorationen ved et møde med Hitler. Den væsentligste årsag til, at Jodl var i Helsinki, var, at han skulle overtale Mannerheim til at fortsætte den finske offensiv. I løbet af 1941 erklærede den finske præsident Ryti flere gange i det finske parlament, at målet for krigen var at opnå et større territorium mod øst og skabe et "Større Finland". Efter krigen udtalte han: "Den 24. august 1941 besøgte jeg marskal Mannerheims hovedkvarter. Tyskerne ville have os til at krydse den gamle grænse og fortsætte offensiven ind i Leningrad. Jeg sagde, at erobringen af Leningrad ikke var vores mål, og at vi ikke skulle tage del i den. Mannerheim og krigsminister Walden var enig med mig og afviste de tyske tilbud. Resultatet var en paradoksal situation: tyskerne kunne ikke nærme sig Leningrad nordfra..." Senere blev det understreget, at der hverken var systematisk beskydning eller bombning fra de finske stillinger. Alligevel indebar den finske hærs tilstedeværelse 35 km fra Leningrads centrum og truslen om et finsk angreb, at forsvaret af byen blev vanskeliggjort. På et tidspunkt kunne byens kommandant Popov ikke frigøre reserver, som stod over for den finske hær, til brug mod den tyske hær, fordi de var nødvendige for at afstive den 23. armes forsvar på Det karelske Næs.  Den 31. august beordrede Mannerheim et stop for offensiven, da finske tropper nåede grænsen fra før 1939 ved kysten af den Finske Bugt og Ladoga søen, hvorefter den finske offensiv kun fortsatte med at fjerne frontfremspringene ved Beloostrov og Kirjasalo, som truede de finske stillinger ved kysten og syd for Vuoksi floden.
Da finnerne nåede den gamle grænse i de første dage af september, kunne Popov mærke et mindre pres på den Røde Hær. Det gav ham lejlighed til at overføre to divisioner til den tyske sektor den 5. september. I november 1941 foretog de finske tropper et nyt fremstød mod Leningrad og krydsede Sestra-floden, men blev stoppet igen ved Sestroretsk og Beloostrov bebyggelserne 20-25 km nord for Leningrads ydre forstæder. Der foreligger ingen information fra finske kilder om en sådan offensiv, og finske tabsrapporter viser heller ikke nogle ekstraordinært store tab i denne periode. På den anden side erobrede sovjetiske styrker den såkaldte "Munakukkula" bakke 1 km vest for Lampaala-søen om aftenen den 8. november, men finnerne generobrede bakken næste morgen.  Senere, i sommeren 1942, blev der etableret en særlig flådestyrke bestående af finske, tyske og italienske marineenheder under finsk operationel kommando. Dens formål var at patruljere på Ladoga-søen, og den blev involveret i kampe ved Livets vej på den sydlige bred af Ladoga.

## Forberedelser

### Tyske planer
Heeresgruppe Nord under Wilhelm Ritter von Leeb rykkede i sommeren 1941 frem mod Leningrad, som var dens primære mål. Von Leebs plan gik ud på, at byen skulle indtages uden forudgående belejring, men på grund af kraftig modstand fra sovjetiske styrker, og at Hitler fjernede 4. Panzer Korps, blev han nødt til at belejre byen efter at være nået bredden af Ladoga søen. Han forsøgte at fuldende omringningen af byen og nå frem til den finske hær under feltmarskal Carl Gustaf Mannerheim, som ventede ved floden Svir, øst for Leningrad.
Finske styrker lå nord for Leningrad, mens tyske styrker besatte områder mod syd.  Både tyske og finske styrker havde som mål at omringe Leningrad og opretholde blokaden og således afskære enhver kommunikation med byen.

### Leningrads befæstede region
Den 27. juni 1941 organiserede deputeretrådet i Leningrad "Første respons grupper" af civile. I de følgende dage blev hele den civile befolkning i byen informeret om faren, og over en million borgere mobiliseret til at bygge befæstninger. Adskillige befæstningslinjer blev bygget rundt om byen for at standse fjendtlige styrker mod nord og syd.
En af forsvarslinjerne løb fra udløbet af Luga-floden til Chudovo, Gatchina, Uritsk, Pulkovo og dernæst over Neva-floden. Den anden linje gik gennem Peterhof til Gatchina, Pulkovo, Kolpino og Koltushy. En tredje linje mod finnerne, den Karelske Befæstede Region, var blevet opbygget i de nordlige forstæder af Leningrad i 1930'erne og blev nu taget i brug igen. I alt kom linjerne til at bestå af 190 km barrikader af tømmer, 635 km pigtrådsspærringer, 700 km antitankgrave, 5.000 stillinger af jord og tømmer og kanonstillinger af forstærket beton, samt 25.000 km åbne skyttegrave, som blev bygget eller gravet af civile. Selv kanonen på den russiske krydser Aurora blev opstillet på Pulkovskiye-højderne syd for byen.

## Etablering af belejringen
4. Panzergruppe fra Østpreussen tog Pskov efter en hurtig fremrykning og nåede til omegnen af Luga og Novgorod, som var indenfor operationel afstand af Leningrad, men blev stoppet af indædt modstand syd for byen. Den 18. tyske arme på omkring 350.000 mand var sakket bagud og tvang sig vej til Ostrov og Pskov, efter at de sovjetiske tropper fra Nordvestfronten havde trukket sig tilbage mod Leningrad. Den 10. juli faldt både Ostrov og Pskov, og 18. arme nåede frem til Narva og Kingisepp, hvorfra fremrykningen mod Leningrad fortsatte fra en linje ved Luga floden. Det havde som effekt, at der blev skabt belejringsstillinger fra den Finske Bugt til Ladoga søen med det formål for øje at isolere Leningrad fra alle sider. Den finske hær forventedes derefter at trænge frem langs den østlige bred på Ladoga søen.

### Slagorden

#### Den tyske slagorden
- Heeresgruppe Nord (Feltmarskal von Leeb)[32]
  - 18. arme (von Küchler)
    - XXXXII Korps (2 infanteridivisioner)
    - XXVI Korps (3 infanteridivisioner)

  - 16. arme (Busch)
    - XXVIII Korps (2 infanteridivisioner og 1 pansret division)
    - I Korps (2 infanteridivisioner)
    - X Korps (3 infanteridivisioner)
    - II Korps (3 infanteridivisioner)
    - (L Korps – Under 9. arme) (2 infanteridivisioner)

  - 4. Panzergruppe (Hoepner)
    - XXXVIII Korps (1 infanteridivision)
    - XXXXI Motoriserede Korps (Reinhard) (1 infanteridivision, 1 motoriseret, 1 pansret division)
    - LVI Motoriserede Korps (von Manstein) (1 infanteridivision, 1 motoriseret, 1 pansret og 1 pansergrenader division)

#### Den finske slagorden
- Finske overkommando (Marskal Mannerheim)[33]
  - I Korps (2 infanteridivisioner)
  - II Korps (2 infanteridivisioner)
  - IV Korps (3 infanteridivisioner)

#### Den sovjetiske slagorden
- Nordfronten (Generalløjtnant Popov)[34]
  - 7. arme (2 riffeldivisioner, 1 militsdivision, 1 marinebrigade, 3 motoriserede riffelregimenter og 1 pansret regiment)
  - 8. arme
    - X Riffel Korps (2 riffeldivisioner)
    - XI Riffel Korps (3 riffeldivisioner)
    - Separate enheder (3 riffeldivisioner)

  - 14. arme
    - XXXXII Riffel Korps (2 riffeldivisioner)
    - Separate enheder (2 riffeldivisioner, 1 befæstet område, 1 motoriseret riffelregiment)

  - 23. arme
    - XIX Riffel Korps (3 riffeldivisioner)
    - Separate enheder (2 riffeldivisioner, 1 motoriseret division, 2 befæstede områder, 1 riffelregiment)

  - Luga Operations gruppe
    - XXXXI Riffel Korps (3 riffeldivisioner)
    - Separate enheder (1 pansret brigade, 1 riffelregiment)

  - Kingisepp Operations gruppe
    - Separate enheder (2 riffeldivisioner, 2 militsdivisioner, 1 pansret division, 1 befæstet område)

  - Separate enheder (3 riffeldivisioner, 4 garde militsdivisioner, 3 befæstede områder, 1 riffelbrigade)

Af disse enheder forsvarede 14. arme Murmansk, og 7. arme forsvarede Ladogakarelen. De deltog således ikke i de indledende faser af belejringen. 8. arme var i starten en del af Nordvestfronten og trak sig tilbage gennem Baltikum. 8. arme blev overført til Nordfronten den 14. juli.

### Afskæring af kommunikationslinjerne
Den 6. august gentog Hitler sin ordre: "Leningrad først, dernæst Donetsk bækkenet og så Moskva".   Fra august 1941 til januar 1944 vedrørte alt, hvad der foregik mellem Ishavet og Ilmen søen Wehrmachts belejringsoperationer.  Arktiske konvojer leverede amerikanske Lend-Lease forsyninger af mad og materiel til jernbanen i Murmansk, selv om jernbaneforbindelsen var afbrudt af finske styrker lige nord for byen, hvilket også gjaldt forsyninger til adskillige andre steder i Lapland. Efter at Storbritannien og Canada havde erklæret Finland krig, krævede Winston Churchill, at Mannerheim og den finske hær retablerede jernbaneforbindelsen Murmansk–Leningrad af humanitære grunde for at tillade, at fødevareforsyninger kunne nå frem til Leningrads civile befolkning.
Den 17. maj 1942 etableret en international flådestyrke med skibe fra Finland, Tyskland og Italien på Ladoga søen. Ved at patruljere på søen blev forsyningsvejen til Leningrad i den sydlige ende af søen afskåret. 

### Omringning af Leningrad
Den finske efterretningstjeneste var i særlig grad nyttig for Hitler, da finnerne havde brudt nogle af de sovjetiske militære koder og kunne læse meldinger på lavt niveau. Han bad til stadighed om efterretninger om Leningrad.  Finlands rolle i Operation Barbarossa blev skitseret i Hitlers Anweisung 21: "Den finske hærs hovedstyrke vil have til opgave i samarbejde med den nordlige fløj af de tyske hære at binde det størst mulige antal sovjetiske styrker ved at angribe fra vest eller fra begge sider af Ladoga søen".
Den sidste jernbaneforbindelse til Leningrad blev afbrudt den 30. august, da tyskerne nåede floden Neva. Den 8. september blev den sidste landforbindelse til byen afskåret, da tyskerne nåede Ladoga søen ved Orekhovets. Bombeangreb den 8. september forårsagede 178 brande.  Hitlers direktiv af 7. oktober, underskrevet af Alfred Jodl var en påmindelse om ikke at acceptere en kapitulation.

### Defensive operationer
Forsvaret af Leningrad blev først udført af tropperne ved Leningradfronten under kommando af marskal Kliment Voroshilov. De bestod af 23. arme i den nordlige sektor mellem den Finske bugt og Ladoga søen og 48. arme, som holdt den vestlige sektor mellem Finske bugt og Slutsk-Mga stillingen. Ved fronten fandtes også Leningrads befæstede Region, Leningrads garnison, styrkerne fra den Baltiske Flåde og de operationelle grupper Koporsk, Sydlige og Slutsk-Kolpin.

## Belejringen
Da tyskerne stoppede offensiven frem mod Leningrad blev 4. Panzer Gruppe overført til fronten ved Moskva. De tyske tropper begyndte at grave stillinger som forberedelse til belejringen. General Georgij Zjukov opdagede dog ikke dette skift, og begyndte derfor at forberede Leningrad kunne modstå et tysk angreb.  I september 1941 blev forbindelsen til Volkhov Fronten, som var under kommando af Kirill Meretskov, afbrudt, og forsvarssektorerne blev holdt af fire armeer: 23. arme i den nordlige sektor, 42. arme i den vestlige, 55. arme i den sydlige og 67. arme i den østlige sektor. Den 8. arme fra Volkhov Fronten havde ansvaret for forsyningsruten til byen i samarbejde med Ladoga flotillen. Beskyttelse fra luften blev ydet af den 6. Luftarme og flyenheder fra den Baltiske Flåde.
Forsvarsoperationen, der skulle beskytte de 1,4 mio. indbyggere, som blev evakueret fra byen, var en del af operationerne mod belejringen, som blev udført under ledelse af Andrej Zjdanov, Kliment Voroshilov, og Aleksei Kuznetsov. Yderligere militære operationer blev udført i samarbejde med den Baltiske Flådes flådestyrker under overkommando af admiral Vladimir Tribuz.
En større militær involvering i at hjælpe til med at evakuere civile blev gennemført af Ladoga flotillen under kommando af V. Baranovsky, S.V. Zemlyanichenko, P.A. Traynin, og B.V. Khoroshikhin.
Hitler var så sikker på at erobre Leningrad, at invitationer til sejrsfestligheder, som skulle holdes på byens Hotel Astoria, allerede var trykt og der var fremstille medaljer "For Petersborgs erobring" og fastsat tidspunktet for sejrsparaden på Paladspladsen foran Vinterpaladset. Selv om Hitlers plan om at erobre byen slog fejl, betød den 2½ år lange belejring den største ødelæggelse og det største tab af menneskeliv, som nogen moderne storby har oplevet.
Den 6. august 1941 havde Hitler gentaget sin ordre "Først Leningrad, så Donetsk bækkenet og til sidst Moskva". Fra det tidspunkt, hvor de tyske tropper nåede til udkanten af byen i august og indtil belejringen sluttede i januar 1944, dominerede operationerne ved Leningrad beslutningerne i den tyske overkommando for så vidt angår den nordlige del af Østfronten. I august 1941 blev alle jernbanelinjer til Leningrad afbrudt, og byen blev omringet på landjorden af finske hære mod nord og tyske tropper mod syd.
Efter direkte ordre fra Hitler blev de fleste af zarernes paladser såsom Katarinapaladset, Peterhof, Gattjina, Ropsja, Strelna og andre historiske seværdigheder udenfor byens forsvarsring først plyndret og derpå ødelagt, og mange kunstsamlinger blev overført til Tyskland. Mange af Leningrads industrier, fabrikker, skoler, hospitaler, transportmidler og infrastruktur, lufthavn m.m. blev ødelagt af luftangreb og langtrækkende artilleri i løbet af den 30 måneder lange belejring.

### Bombardement
Den 8. september havde tyske styrker stort set omringet byen og afskåret alle forsyningsruter til byen og dens forstæder. Da de var ude af stand til at gennembryde det forsvar, som marskal Georgij Zjukov havde opbygget omkring byen, gav de tyske hære sig til at belejre byen.
Artilleribombardementer af Leningrad blev indledt i august 1941 og voksede i intensitet i løbet af 1942, da der ankom nyt udstyr. De blev yderligere optrappet i løbet af 1943, hvor der blev brugt flere gange så mange granater og bomber som i årene før. Der blev ofte brugt torpedoer ved natlige bombeangreb fra Luftwaffe. Heroverfor gennemførte den Baltiske Flådes marineflyvere over 100.000 missioner til støtte for de militære operationer under belejringen.  Den tyske beskydning og bombning dræbte 5.723 og sårede 20.507 civile i Leningrad under belejringen.

### Forsyning af forsvarerne
For at opretholde forsvaret af byen var det var vital betydning for den Røde Hær at få etableret en rute, hvorigennem der til stadighed kunne bringes forsyninger til Leningrad. Denne rute blev etableret over den sydlige del af Ladoga søen med skib i de varmere måneder og med køretøjer på den tykke is om vinteren. Sikkerheden omkring forsyningsruten blev sikret af Ladoga flotillen, Leningrads flystyrker og rutens sikkerhedstropper. Ruten blev også brugt til at evakuere civile ud af byen. Det skyldtes, at der ikke var udarbejdet en evakueringsplan i det kaos, der herskede i den første vinter under krigen, og byen sultede i fuldstændig isolation til den 20. november 1941, hvor isvejen over Ladoga søen kunne tages i brug.
Denne vej fik navnet Livets vej (russiske: Дорога жизни). Som vej betragtet var den meget farlig. Der var risiko for, at køretøjer kunne køre fast i sneen eller bryde gennem isen under de konstante tyske bombardementer. På grund af det store antal døde blev vejen også kendt som "Dødens vej". Denne livslinje bragte imidlertid militære forsyninger og fødevarer ind og bragte civile ud og tillod dermed byen at fortsætte forsvaret.
Amerikanske Lend-Lease fødevarer og forsyninger begyndte at ankomme til Leningrad i sidste kvartal af 1941, og britiske og amerikanske konvojer til Murmansk øgede denne støtte i 1942 og 1943 og ydede dermed hjælp til civile og militære i den belejrede by. I de tre vintre under belejringen blev isen på Ladoga søen brugt til forsyninger ind i byen via Livets vej.

## Belejringen brydes

### Operation Iskra
Omringningen blev brudt i kølvandet på Operation Iskra (= Operation Gnist), en storoffensiv gennemført af Leningrad- og Volkhov-fronterne, indledt om morgenen den 12. januar 1943. Efter voldsomme kampe gennembrød den Røde Hær de kraftige tyske befæstninger syd for Ladoga-søen. Den 18. januar mødtes tropperne fra de to fronter, og der blev åbnet en 10-12 km bred landkorridor, som kunne yde nogen hjælp til den belejrede befolkning i Leningrad.

### Belejringen hæves
Belejringen fortsatte til den 27. januar 1944, hvor den sovjetiske vinteroffensiv fortrængte de tyske tropper fra byens sydlige forstæder. Dette foregik i en kombineret operation mellem Leningrad- og Volkhov-fronterne sammen med den 1. og 2. baltiske front. Den baltiske flåde leverede 30% af flystyrkerne til det endelige angreb mod Wehrmacht. I løbet af sommeren 1944 blev finnerne trængt tilbage til den anden side af Vyborgbugten og Vuoksifloden.

## Levevilkår under belejringen
Da ringen blev sluttet rundt om byen blev alle forsyningslinjer til millionbyen afbrudt og det var kun muligt at bringe forsyninger frem over Ladoga søen. Imidlertid var denne adgangsvej ikke udbygget, så den kunne klare forsyningen af hele byen. Der manglede både kajer og adgangsveje.

### Luftangreb
De første bombardementer af byen fulgte den 8. september. Der blev kastet 5.000 brandbomber på Moskowskij Rajon, 1.311 på Smolnij Rajon med regeringsbygningerne og 16 på Krasnogwardejskij Rajon. Herefter fulgte der dagligt kraftige angreb på byen hele boligkvarterer blev kraftigt beskadiget (Awtowo, Moskowskij, Frunsenskij).
Kraftige angreb blev rettet mod Kirov-fabrikken, den største virksomhed i byen, der kun lå 3 km fra fronten. Det tyske Luftwaffe angreb målrettet efter Badajew-lagrene, hvori hovedparten af byens levnedsmidler lå oplagret. 3.000 tons mel og 2.500 tons sukker blev brændt. I ugerne efter at den alvorlige sultkatastrofe var begyndt blev den søde jord, som det smeltede sukker var løbet ud på, solgt til høje priser på det sorte marked.
Luftwaffe angreb målrettet børnehaver, skoler, virksomheder og sporvejsstoppesteder for at demoralisere indbyggerne og brugte til det formål skorstenene og tårnene på de historiske bygninger som sigtepunkter – f.eks. Isak katedralen, Admiralitetet og Peter og Paul fæstningen.

### Sult
Underernæring blev til den mest almindelige dødsårsag under belejringen. Den 12. september blev det beregnet at forrådene til hæren og civilbefolkningen ville slå til så længe:
- Korn og mel – 35 dage.
- Gryn og makaroni – 30 dage.
- Kød (inkl. levende køer) – 33 dage.
- Fedtstoffer – 45 dage.
- Sukker og sødestoffer – 60 dage.

Salget af varer skete meget hurtigt, da befolkningen ville sikre sig forråd. Restauranter og delikatesseforretninger solgte stadig uden rationeringsmærker og ikke mindst derfor blev lagrene hurtigt tømt. Tolv procent af al fedt og ti procent af kødet i byen blev brugt på den måde.
Den 20. november blev rationerne igen sat ned. Arbejdere fik 500 gram brød, funktionærer og børn 300 gram, andre familiemedlemmer 250 gram. Udlevering af mel og gryn blev ligeledes beskåret, mens rationer af sukker, sødestoffer og fedt blev hævet. Hæren og østersøflåden havde endnu lagre af nødrationer, som dog ikke slog til. Den indsatte Ladoga-flotille, som skulle forsyne byen, var dårligt udrustet og blev bombet af tyske fly. Flere lastpramme med korn blev således sænket i september. En stor del af lasten blev senere bjærget af dykkere, og anvendt til brødbagning. Da reserverne af malt slap op, blev det erstattet med opløst cellulose og bomuld. Også hestenes havre blev spist, og hestene fodret med løv. 2.000 tons fåremaver fundet i havnen, blev brugt til fremstilling af gelatine. Senere blev kødrationerne erstattet med denne gelatine og kalvehuder. Under belejringen blev rationerne reduceret fem gange.
Selv om brødet blev iblandet klid, avner og cellulose, slog lagrene ikke til, og med de nedsatte rationer fra den 1. oktober begyndte hungersnøden. På dette tidspunkt fik arbejdere 400 gram og alle andre 200 gram. I midten af oktober sultede størstedelen af befolkningen. I løbet af vinteren 1941/1942 led folk et vægttab på omkring 45%, hvorved kroppen begynder at tære på musklerne, og hjerte og lever skrumper.
Indbyggerne rettede al energi mod opsporing af næringsmidler. Alt af organisk oprindelse blev fortæret, også lim, smørefedt og tapetklister. Lædervarer blev kogt, og der fandtes i november 1941 ingen hunde, katte, rotter og krager i byen. I vinteren 1941-1942 begyndte der at dukke rapporter op om kannibalisme. I alt blev NKWD opmærksom på 1.025 tilfælde af kannibalisme inden februar 1942. Leningrads politi dannede derfor en særlig enhed til bekæmpelse af kannibalisme.

### Dødstal
- Juni 1941 3.273: personer døde
- Oktober 1941: 6.199 personer døde
- November 1941: 9.183 personer døde
- December 1941: ca. 39.073 personer døde
- Januar 1942: 96.751 personer døde
- Februar 1942: 96.015 personer døde
- Marts 1942: ingen tal foreligger
- April 1942: 64.294 personer døde
- Maj 1942: 49.794 personer døde
- Juni 1942: 33.668 personer døde

I alt døde der i det første år af belejringen omkring 470.000 mennesker.
En kirkegård i Leningrad rummer alene ½ mio. civile ofre fra belejringen. Den økonomiske ødelæggelse og de menneskelige tab i Leningrad på begge sider overgik tabene under Slaget om Stalingrad og Slaget om Moskva og også tabene efter atombomberne over Hiroshima og Nagasaki. Slaget om Leningrad hører til blandt de mest kostbare i menneskeliv i verdenshistorien, og nogle historikere taler om belejringen som en form for folkemord, som en "racemæssigt motiveret sultpolitik", som blev en integreret del af den aldrig før sete tyske krigsførelse mod befolkningen i Sovjetunionen i almindelighed.

### Døden i dagligdagen
Børnenes slæder var det eneste transportmiddel. På dem blev der fragtet vand, brød og lig, næsten 100.000 i januar 1942. Folk segnede døde om i gaderne og blev liggende. Døden blev en del af det normale. I de iskolde lejligheder boede menneskene sammen med deres døde slægtninge, som ikke kunne begraves, fordi vejen til kirkegården var for besværlig. Særlige Komsomolbrigader, fortrinsvis af unge kvinder, gennemsøgte dagligt hundreder af lejligheder efter forældreløse børn, men ofte fandt de lejlighederne tomme.
Ved siden af dødsfaldene gik livet videre. Indtil vinteren 1941/1942 blev ca. 270 fabrikker lukket, men den enorme Kirov- og Ishorskij-fabrik og Admiralitetsværftet var i fortsat drift. Også på enkelte højskoler og institutter fortsatte arbejdet. 1.000 højskolelærere underviste i blokadevinteren, og 2.500 studenter afsluttede deres studium. 39 skoler opretholdt undervisningen. 532 elever afsluttede 10. klasse.
Den 2. september blev rationerne reduceret. Den 8. september blev en stor mængde korn, mel og sukker ødelagt ved et luftangreb, fordi man ikke havde taget de nødvendige skridt for at sikre lagrene.

### Strøm og energi
På grund af manglende strømforsyning måtte mange fabrikker lukkes, og i november blev sporvognsdriften indstillet. Med undtagelse af generalstaben, Smolnij, distriktsudvalgene, luftværnsstillingerne og lignende institutioner var brug af strøm forbudt overalt. I slutningen af september var alle reserver af olie og kul opbrugt. Der genstod kun at fælde de sidste træer i byen. Den 8. oktober besluttede eksekutivkomiteen i Leningrad (Ленгорисполком) og den regionale eksekutivkomité (облисполком) at hugge træer i distrikterne Pargolowo og Wsewolschskij i byens nordlige del. Der var hverken værktøj eller husly til de unge, der blev sat til træfældning. Pr. 24. oktober var der kun fældet 1 % af den planlagte mængde.

## Tidslinje for belejringen af Leningrad

### 1941
- April: Hitler har til hensigt at besætte og derpå ødelægge Leningrad, ifølge Operation Barbarossa og Generalplan Ost[51]
- 22. juni: Operation Barbarossa begynder.  Aksemagternes invasion af Sovjetunionen.
- 23. juni: Leningrads kommandør M. Popov, sender sin næstkommanderende ud for at rekognoscere efter velegnede forsvarspositioner syd for Leningrad.[52]
- 29. juni: Bygningen af Luga-linjen af forsvarsstillinger indledes.[53]
- 19. – 23. juli: Første angreb på Leningrad fra Heeresgruppe Nord stoppes 100 km syd for byen.
- 27. juli: Hitler besøger Heeresgruppe Nord, vred over forsinkelsen. Han beordrer Feltmarskal von Leeb til at erobre Leningrad senest december.[51]
- 31. juli: Finnerne angriber den 23. sovjetiske arme på det Karelske næs, og trænger frem til den grænsen fra før Vinterkrigen.
- 20. august – 8. september: Artilleri bombardementer af Leningrad rammer industrier, skoler, hospitaler og civile hjem.
- 21. august: Hitlers direktiv nr. 34 beordrer til "Omringning af Leningrad i samarbejde med finnerne."[54]
- 31. august: Finske styrker går i defensiven og retter deres frontlinje ud.[55]
- 6. september: OKW's Alfred Jodl har ikke held til at overbevise finnerne om at de skal forsætte offensiven mod Leningrad.
- 2. – 9. september: Finnerne erobrer frontfremspringene ved Beloostrov og Kirjasalo og foretager defensive forberedelser.[19][21]
- 8. september: Omringningen af Leningrad er komplet da de tyske tropper når bredden af Ladoga søen.[51][17]
- 10. september: Joseph Stalin udpeger Georgij Zjukov som efterfølger for Kliment Voroshilov som Leningradfrontens kommandør.[56]
- 12. september: Det største fødevaredepot i Leningrad, Badajevski, bliver ødelagt af en tysk bombe.[57]
- 15. september: von Leeb må trække 4. panzer korps ud af frontlinjen og overføre det til Heeresgruppe Mitte til offensiven mod Moskva.[58]
- 19. september: Tyske tropper stoppes 10 km fra Leningrad. Borgere deltager i kampene i forsvarslinjerne.

- 22. september: Hitler giver ordre til at "Sankt Petersborg må fjernes fra jordens overflade".[59]
- 22. september: Hitler erklærer: "....vi har ingen interesse i at redde civilbefolkningens liv."[59]
- 8. november: Hitler udtaler under en tale i München: "Leningrad må dø af sult."[17]
- 10. november: Sovjetisk modangreb indledes, og tvinger tyskerne til at trække sig tilbage fra Tikhvin til Volkhov floden den 30. december, hvilket forhindrer dem i at nå frem til de finske styrker ved floden Svir øst for Leningrad.[60]

### 1942
- 7. januar: Sovjetiske styrker indleder 16 ugers forgæves Lyuban Offensiv og mister 2. chok arme.
- Januar: Sovjetiske styrker indleder slaget om Nevsky Pyatachok brohovedet i et forsøg på at bryde blokaden. Slaget varer indtil maj 1943, men er kun en delvis succes. Meget store tab på begge sider.
- 4. – 30. april: Luftwaffes operation Eis Stoß har ikke held til at sænke den Baltiske Flådes skibe, som ligger indefrosne i Leningrad.[61]
- Juni–september: Nyt tysk artilleri beskyder Leningrad med 800 kg granater.
- August: Spanske frivillige fra den Blå Division overføres til Leningrad.
- 14. august – 27. oktober: Flådestyrke K støder sammen Leningrads forsyningsrute på Ladoga søen.[24][25][17]
- 19. august: Sovjetiske styrker indleder en 8 uger Sinyavin undsættelsesoffensiv, som ganske vist mislykkes, men forhindrer gennemførelsen af den tyske Operation Nordlicht .[62]

### 1943
- december–Januar: Forøget artilleribeskydning af Leningrad.
- 12. januar – 30. januar: Operation Iskra åbner en landkorridor langs bredden af Ladoga søen ind i byen.

### 1944
- 14. januar – 1. marts: Adskillige offensive sovjetiske operationer indledes med det mål at afslutte belejringen.
- 27. januar: Belejringen af Leningrad slutter. Tyske styrker trænges 60–100 km væk fra byen.

## Yderligere noter

### Kontrovers om den finske deltagelse
Næsten alle historikere betragter belejringen som en tysk operation og mener ikke, at finnerne aktivt deltog i belejringen. Kun Nikolai Baryshnikov har været en stærk fortaler for det synspunkt, at aktiv finsk deltagelse forekom. De vigtigste forhold som taler til fordel for det første synspunkt er:
1. Finnerne forblev ved grænsen fra før Vinterkrigen på det Karelske Næs, trods alle tyske ønsker og anmodninger om at rykke frem mod Leningrad.
2. Finnerne beskød ikke byen med artilleri eller bombede den med fly og tillod ikke tyskerne at placere tyske enheder ved de finske linjer.
3. Finnerne lod Livets vej over Ladogasøen stå åben. I december 1941 var de nået frem til Leningrads udkant og floden Svir, og da frontlinjen var stabiliseret, foretog de sig ikke noget videre de næste to et halvt år.[64]
4. Politiske overvejelser efter krigen, da alle finske, sovjetiske og vestlige historikere ønskede at holde sig væk fra den finsk-sovjetiske konflikt.[63]